# Parathesis calzadae
Parathesis calzadae är en viveväxtart som beskrevs av C.L. Lundell. Parathesis calzadae ingår i släktet Parathesis och familjen viveväxter. Inga underarter finns listade i Catalogue of Life.